# Gold Heels
Gold Heels er en amerikansk stumfilm fra 1924 af W. S. Van Dyke.

## Medvirkende
- Robert Agnew som Boots
- Peggy Shaw som Pert Barlow
- Lucien Littlefield som Push Miller
- William Bailey som Kendall Jr.
- Carl Stockdale som Barlow
- Fred J. Butler som Kendall Sr.
- Harry Tracy som Tobe
- James Douglas